# Коеноем
Коеноем (также канам; англ. koenoem, kanam) — чадский язык, распространённый в центральных районах Нигерии. Входит в ангасскую группу западночадской языковой ветви. 
Численность говорящих — около 3000 человек (1973). Язык бесписьменный.

## Классификация
В соответствии с классификацией чадских языков, предложенной американским лингвистом П. Ньюманом, язык коеноем вместе с языками ангас, чип, герка (йивом), гоэмаи (анкве), кофьяр, монтол (теэл), пьяпун, сура (мупун) и тал входит в ангасскую группу западночадской языковой ветви. Согласно исследованиям П. Ньюмана, в пределах ангасской группы (или A.3) язык коеноем вместе с языками гоэмаи, монтол, пьяпун и тал образуют кластер языков, включаемый в подгруппу собственно ангасских языков, сама же ангасская группа включается в подветвь западночадских языков A. Эта классификация приведена, в частности, в справочнике языков мира Ethnologue.
Согласно классификации, опубликованной в базе данных по языкам мира Glottolog,  язык коеноем вместе с языками пьяпун и тал отнесены к кластеру языков тал, который в свою очередь последовательно включается в подгруппу языков гоэмаи и группу западночадских языков A A.3.
В классификации афразийских языков Р. Бленча язык коеноем вместе с языками гоэмаи, пьяпун, тал и монтол образуют языковое единство, входящее в объединение «a» подгруппы нгас группы боле-нгас подветви западночадских языков A.
В классификации, опубликованной в работе С. А. Бурлак и С. А. Старостина «Сравнительно-историческое языкознание», язык коеноем включается в подгруппу герка-кофьяр группы сура-герка подветви собственно западночадских языков. В составе подгруппы герка-кофьяр как отдельный язык отмечен идиом канам. Во всех остальных классификациях чадских языков название «канам» упоминается как вариант лингвонима «коеноем».

## Лингвогеография

### Ареал и численность
Область распространения языка коеноем размещена в центральной Нигерии на территории штата Плато — в районе Шендам.
Ареал коеноем со всех сторон окружён ареалами близкородственных западночадских языков. С запада область распространения языка коеноем граничит с ареалом языка кофьяр, с юга — с ареалом языка монтол, с востока — с ареалом языка пьяпун. На севере к ареалу коеноем примыкает ареал языка тал.
Численность носителей языка коеноем по данным 1934 года составляла 1898 человек. Согласно данным справочника Ethnologue, численность говорящих на языке коеноем в 1973 году достигала 3000 человек. По современным оценкам сайта Joshua Project численность носителей этого языка составляет 9300 человек (2017).

### Социолингвистические сведения
По степени сохранности, согласно данным сайта Ethnologue, язык коеноем относится к так называемым стабильным, или устойчивым, языкам, поскольку этот язык используется в устном бытовом общении представителями этнической общности коеноем всех поколений, включая младшее. Стандартной формы у языка коеноем нет. Представители этнической общности коеноем в основном придерживаются традиционных верований (55 %) или же исповедуют христианство (35 %), также среди них есть группы мусульман (10 %).